# 34267 Haniya
34267 Haniya este o planetă minoră (asteroid), cu un diametru de 3,881 km, din centura de asteroizi. A fost descoperită pe 31 august 2000 la Experimental Test Site⁠(d) de Lincoln Near-Earth Asteroid Research. 
Obiectul prezintă o orbită caracterizată de o semiaxă mare de 2,9730987 UAi, o excentricitate de 0,03, o înclinație de 1,69085 ° în raport cu ecliptica.